# Professional Futbol Klubi Mash'al
Il Professional Futbol Klubi Mash'al è una società calcistica di Mubarek, in Uzbekistan. Il suo colore sociale è il blu, e attualmente milita in Oliy Liga, la massima serie del campionato nazionale.

## Palmarès

### Competizioni nazionali
- Uzbekistan Pro League: 3

1994, 2013, 2019

### Altri piazzamenti
- Campionato uzbeko:

Secondo posto: 2005
Terzo posto: 2007
- Coppa dell'Uzbekistan:

Finalista: 2006
- Uzbekistan Pro League:

Semifinalista: 2000, 2001